# San Giorgio di Mantua
San Giorgio di Mantua (en lengua italiana San Giorgio di Mantova) es una localidad y comune italiana de la provincia de Mantua, región de Lombardía, con 9.383 habitantes.

## Evolución demográfica
| Gráfica de evolución demográfica de San Giorgio di Mantua entre 1861 y 2001 |
|                                                                             |
| Fuente ISTAT - elaboración gráfica de Wikipedia                             |